# Mediat
Mediat var en stad eller ett område under det Tysk-romerska riket som inte lydde direkt under kejsaren utan istället lydde under ett så kallat riksstånd, vilket kunde vara en länsherre som i sin tur var vasall under kejsaren. En mediat var så kallad medelbar till skillnad från en riksomedelbar som lydde direkt - omedelbart - under kejsaren. Mer sällan kunde mediatet istället lyda under ett annat riksstånd än riksadeln, till exempel kyrkliga furstbiskopsdömen och fria riksstäder, även om de också kunde inkorporera områden.